# Polen i olympiska sommarspelen 2000
Polen deltog i de olympiska sommarspelen 2000 med en trupp bestående av 187 deltagare, 129 män och 58 kvinnor, och de tog totalt 14 medaljer.

## Medaljer

### Guld
- Robert Korzeniowski - Friidrott, gång 20 km
- Robert Korzeniowski - Friidrott, gång 50 km
- Szymon Ziółkowski - Friidrott, släggkastning
- Kamila Skolimowska - Friidrott, släggkastning
- Tomasz Kucharski och Robert Sycz - Rodd, dubbelsculler lättvikt
- Renata Mauer - Skytte, 50 m gevär 3 positioner

### Silver
- Paweł Baraszkiewicz och Daniel Jędraszko - Kanotsport, C-2 500 meter
- Krzysztof Kołomański och Michał Staniszewski - Kanotsport, C-2 slalom
- Sylwia Gruchała, Magdalena Mroczkiewicz, Anna Rybicka och Barbara Wolnicka - Fäktning, florett, lag
- Szymon Kołecki - Tyngdlyftning, 85-94 kg
- Agata Wróbel - Tyngdlyftning, +75 kg

### Brons
- Dariusz Białkowski, Grzegorz Kotowicz, Adam Seroczyński och Marek Witkowski - Kanotsport, K-4 1000 meter
- Aneta Pastuszka och Beata Sokołowska-Kulesza - Kanotsport, K-2 500 meter
- Leszek Blanik - Gymnastik, hopp

## Badminton
Herrdubbel
- Michal Logosz, Robert Mateusiak
  - 32-delsfinal: Besegrade David Bamford, Peter Blackburn från Australien
  - Sextondelsfinal: Förlorade mot Simon Archer, Nathan Robertson från Storbritannien

Damsingel
- Katarzyna Krawowska
  - 32-delsfinal: Förlorade mot Nicole Grether från Tyskland

## Basket
Damer
Gruppspel
| Lag         | Vinster | Förluster | PF  | PA  | Poäng |
| ----------- | ------- | --------- | --- | --- | ----- |
| USA         | 5       | 0         | 446 | 312 | 10    |
| Ryssland    | 3       | 2         | 398 | 325 | 8     |
| Sydkorea    | 3       | 2         | 343 | 296 | 8     |
| Polen       | 3       | 2         | 327 | 339 | 8     |
| Kuba        | 1       | 4         | 318 | 358 | 6     |
| Nya Zeeland | 0       | 5         | 304 | 396 | 5     |

Slutspel
|  | Kvartsfinaler | Kvartsfinaler |             |     | Semifinaler  | Semifinaler |            |            | Final       | Final |
|  | 0             | 0             | 0           | 0   | 0            | 0           | 0          | 0          | 0           | 0     |
|  |               |               | 0           | 0   |              |             | 0          | 0          |             |       |
|  |               |               | 0           | 0   |              |             | 0          | 0          |             |       |
|  | 0 Australien  | 076           | 0           | 0   |              |             | 0          | 0          |             |       |
|  | 0 Australien  | 076           | 0           | 0   |              |             | 0          | 0          |             |       |
|  | 0 Polen       | 048           | 0           | 0   |              |             | 0          | 0          |             |       |
|  | 0 Polen       | 048           | 0           | 0   | 0 Australien | 064         | 0          | 0          |             |       |
|  |               |               | 0           | 0   | 0 Australien | 064         | 0          | 0          |             |       |
|  | 0             | 0 Brasilien   | 0           | 052 | 0            |             |            | 0          |             |       |
|  | 0             | 0 Brasilien   | 0           | 052 | 0            | 0 Ryssland  | 067        | 0          |             |       |
|  | 0             |               |             |     |              | 0 Ryssland  | 067        | 0          |             |       |
|  | 0             | 0 Brasilien   | 068         | 0   |              |             |            | 0          |             |       |
|  | 0             | 0 Brasilien   | 068         | 0   | 0 Australien | 054         |            | 0          |             |       |
|  | 0             |               |             | 0   | 0 Australien | 054         |            | 0          |             |       |
|  | 0             | 0             | 0 USA       | 0   | 076          |             |            |            |             |       |
|  | 0             | 0             | 0 USA       | 0   | 076          | 0 Frankrike | 058        |            |             |       |
|  | 0             | 0             |             |     |              |             | 058        |            |             |       |
|  | 0             | 0             | 0 Sydkorea  | 069 | 0            |             |            |            |             |       |
|  | 0             | 0             | 0 Sydkorea  | 069 | 0            | 0 Sydkorea  | 065        | Bronsmatch | Bronsmatch  |       |
|  | 0             | 0             |             |     | 0            | 0 Sydkorea  | 065        | Bronsmatch | Bronsmatch  |       |
|  | 0             | 0             | 0 USA       | 078 | 0            | 0           |            |            |             |       |
|  | 0             | 0             | 0 USA       | 078 | 0            | 0           | 0 USA      | 058        | 0 Brasilien | 084   |
|  | 0             | 0             |             |     | 0            | 0           | 0 USA      | 058        | 0 Brasilien | 084   |
|  | 0             | 0             | 0 Slovakien | 043 | 0            | 0           | 0 Sydkorea | 073        |             |       |
|  | 0             | 0             | 0 Slovakien | 043 | 0            | 0           | 0 Sydkorea | 073        |             |       |
|  |               |               |             |     |              |             |            |            |             |       |
|  |               |               |             |     |              |             |            |            |             |       |

## Boxning
Flugvikt
- Andrzej Rzany
  - Omgång 1 — Besegrade Celestin Augustin från Madagaskar
  - Omgång 2 — Besegrade Arlan Lerio från Filippinerna
  - Kvartsfinal — Förlorade mot Vladimir Sidorenko från Ukraina (→ gick inte vidare)

Lätt weltervikt
- Mariusz Cendrowski
  - Omgång 1 — Förlorade mot Sung-Bum Hwang från Sydkorea (→ gick inte vidare)

Mellanvikt
- Pawel Kakietek
  - Omgång 1 — Besegrade Abuduyeheman från Kina
  - Omgång 2 — Förlorade mot Jeff Lacy från USA (→ gick inte vidare)

Tungvikt
- Wojciech Bartnik
  - Omgång 1 — Bye
  - Omgång 2 — Förlorade mot Michael Bennett från USA (→ gick inte vidare)

Supertungvikt
- Grzegorz Kielsa
  - Omgång 1 — Bye
  - Omgång 2 — Förlorade mot Mukhtarkhan Dildabekov från Kazakstan (→ gick inte vidare)

## Bågskytte
| Herrarnas individuella |                    |                                |                    |               |                                |               |
|                        | Grzegorz Targonski | Grzegorz Targonski             | Grzegorz Targonski | Bartosz Mikos | Bartosz Mikos                  | Bartosz Mikos |
| 32-delsfinaler         | Besegrade          | Takayoshi Matsushita Japan     | 166-164            | Besegrade     | Fu Shengjun Kina               | 157-155       |
| Sextondelsfinaler      | Förlorade mot      | Wietse van Alten Nederländerna | 160-157            | Förlorade mot | Baljinima Tsyrempilov Ryssland | 163-154       |

| Damernas individuella |                |                        |                |               |                              |            |             |                          |             |
|                       | Joanna Nowicka | Joanna Nowicka         | Joanna Nowicka | Anna Lecka    | Anna Lecka                   | Anna Lecka | Agata Bulwa | Agata Bulwa              | Agata Bulwa |
| 32-delsfinal          | Besegrade      | Olga Moroz Vitryssland | 152-139        | Besegrade     | Yelena Polotnikova Kazakstan | 163-149    | Lost to     | Olena Sadovnycha Ukraina | 163-155     |
| Sextondelsfinal       | Besegrade      | Petra Ericsson Sverige | 162-152        | Besegrade     | Olena Sadovnycha Ukraina     | 159-158    | -           | -                        | -           |
| Åttondelsfinal        | Besegrade      | Jianping Yang Kina     | 162-158        | Förlorade mot | Natalia Bolotova Ryssland    | 161-157    | -           | -                        | -           |
| Kvartsfinal           | Förlorade mot  | Soo-Nyung Kim Sydkorea | 106-100        | -             | -                            | -          | -           | -                        | -           |
|                       | 8:e plats      | 8:e plats              | 8:e plats      | 13:e plats    | 13:e plats                   | 13:e plats | 37:e plats  | 37:e plats               | 37:e plats  |

Damernas lagtävling
- Nowicka, Lecka och Bulwa — åttondelsfinal (→ 11:e plats, 0-1)

## Cykling

### Mountainbike
Herrarnas terränglopp
- Marek Galinski
  - Final — 2:17:35.54 (→ 21:e plats)

### Landsväg
Herrarnas tempolopp
- Piotr Wadecki
  - Final — 1:02:04 (→ 31:e plats)

Herrarnas linjelopp
- Piotr Wadecki
  - Final — 5:30:35 (→ 4:e plats)

- Zbigniew Spruch
  - Final — 5:30:46 (→ 20:e plats)

- Zbigniew Piatek
  - Final — 5:30:46 (→ 48:e plats)

- Piotr Przydzial
  - Final — 5:30:46 (→ 58:e plats)

- Piotr Chmielewski
  - Final — DNF (→ ingen placering)

### Bana
Herrarnas sprint
- Bartlomiej Saczuk
  - Kval — 11.106

Herrarnas tempolopp
- Grzegorz Krejner
  - Final — 01:04.156 (→ 7:e plats)

Herrarnas keirin
- Grzegorz Krejner
  - Första omgången — Heat — 2; Plats — 6
  - Återkval — Heat — 1; Plats — 3 (→ gick inte vidare)

Herrarnas lagsprint
- Konrad Czajkowski, Grzegorz Krejner, Marcin Mientki
  - Kval — 46.186 (→ gick inte vidare)

## Friidrott
Herrarnas 100 meter
- Marcin Nowak
  - Omgång 1 — 10.27
  - Omgång 2 — 10.37 (→ gick inte vidare)

- Piotr Balcerzak
  - Omgång 1 — 10.42
  - Omgång 2 — 10.38 (→ gick inte vidare)

Herrarnas 200 meter
- Marcin Urbaś
  - Omgång 1 — 20.62
  - Omgång 2 — 20.43 (→ gick inte vidare)

Herrarnas 400 meter
- Robert Maćkowiak
  - Omgång 1 — 45.39
  - Omgång 2 — 45.01
  - Semifinal — 45.53
  - Final — 45.14 (→ 5:e plats)

- Piotr Haczek
  - Omgång 1 — 45.61
  - Omgång 2 — 45.43
  - Semifinal — 45.66 (→ gick inte vidare)

- Piotr Rysiukiewicz
  - Omgång 1 — 46.67 (→ gick inte vidare)

Herrarnas 110 meter häck
- Tomasz Ścigaczewski
  - Omgång 1 — 13.53
  - Omgång 2 — 13.60
  - Semifinal — 13.51 (→ gick inte vidare)

- Marcin Kuszewski
  - Omgång 1 — DNF (→ gick inte vidare)

Herrarnas 400 meter häck
- Paweł Januszewski
  - Omgång 1 — 51.40
  - Semifinal — 48.42
  - Final — 48.44 (→ 6:e plats)

Herrarnas 4 x 100 meter stafett
- Piotr Balcerzak, Marcin Nowak, Ryszard Pilarczyk och Marcin Urbaś
  - Omgång 1 — 38.74
  - Semifinal — 38.6
  - Final — 38.96 (→ 8:e plats)

Herrarnas 4 x 400 meter stafett
- Jacek Bocian, Piotr Długosielski, Piotr Haczek, Robert Maćkowiak, Piotr Rysiukiewicz och Filip Walotka
  - Omgång 1 — 03:01.30
  - Semifinal — 03:00.66
  - Final — 03:03.22 (→ 6:e plats)

Herrarnas 3 000 meter hinder
- Rafał Wójcik
  - Omgång 1 — 08:33.51 (→ gick inte vidare)

Herrarnas diskuskastning
- Olgierd Stański
  - Kval — 59.31 (→ gick inte vidare)

Herrarnas spjutkastning
- Dariusz Trafas
  - Kval — 83.98
  - Final — 82.30 (→ 10:e plats)

Herrarnas släggkastning
- Szymon Ziółkowski
  - Kval — 77.81
  - Final — 80.02 (→  Guld)

- Maciej Pałyszko
  - Kval — 76.33 (→ gick inte vidare)

Herrarnas 20 kilometer gång
- Robert Korzeniowski
  - Final — 1:18:59 (→  Guld)

Herrarnas 50 kilometer gång
- Robert Korzeniowski
  - Final — 3:42:22 (→  Guld)

- Roman Magdziarczyk
  - Final — 3:48:17 (→ 8:e plats)

- Tomasz Lipiec
  - Final — DNF

Herrarnas maraton
- Piotr Gładki
  - Final — DNF

Damernas 200 meter
- Zuzanna Radecka
  - Omgång 1 — 23.57 (→ gick inte vidare)

Damernas 1 500 meter
- Anna Jakubczak
  - Omgång 1 — 04:08.13
  - Semifinal — 04:07.03
  - Final — 04:06.49 (→ 6:e plats)

- Lidia Chojecka
  - Omgång 1 — 04:10.34
  - Semifinal — 04:05.78
  - Final — 04:06.42 (→ 5:e plats)

Damernas 400 meter häck
- Anna Olichwierczuk
  - Omgång 1 — 57.36 (→ gick inte vidare)

Damernas 4 x 100 meter stafett
- Joanna Niełacna, Marzena Pawlak, Zuzanna Radecka och Agnieszka Rysiukiewicz
  - Omgång 1 — 44.05
  - Semifinal — 44.07 (→ gick inte vidare)

Damernas kulstötning
- Krystyna Danilczyk-Zabawska
  - Kval — 18.93
  - Final — 19.18 (→ 5:e plats)

- Katarzyna Żakowicz
  - Kval — 16.95 (→ gick inte vidare)

Damernas släggkastning
- Kamila Skolimowska
  - Kval — 66.30
  - Final — 71.16 (→  Guld och olympiskt rekord)

Damernas stavhopp
- Monika Pyrek
  - Kval — 4.30
  - Final — 4.40 (→ 7:e plats)

Damernas 20 kilometer gång
- Katarzyna Radtke
  - Final — DNF

Damernas sjukamp
- Urszula Włodarczyk
  - 100 m häck — 13.33
  - Höjd — 1.78
  - Kula — 14.45
  - 200 m — 24.29
  - Längd — 6.31
  - Spjut — 46.16
  - 800 m — 02:12.15
  - Poäng — 6470 (→ 4:e plats)

## Fäktning
Herrarnas florett
- Sławomir Mocek
- Ryszard Sobczak
- Adam Krzesiński

Herrarnas florett, lag
- Sławomir Mocek, Ryszard Sobczak, Adam Krzesiński

Herrarnas sabel
- Rafał Sznajder
- Marcin Sobala
- Norbert Jaskot

Herrarnas sabel, lag
- Rafał Sznajder, Norbert Jaskot, Marcin Sobala

Damernas florett
- Sylwia Gruchała
- Magdalena Mroczkiewicz
- Anna Rybicka

Damernas florett, lag
- Sylwia Gruchała, Magdalena Mroczkiewicz, Anna Rybicka, Barbara Wolnicka-Szewczyk

## Kanotsport
Sprint
Herrar
Herrarnas K-1 500 m
- Grzegorz Kotowicz
  - Kvalheat — 01:40,204
  - Semifinal — 01:41,198
  - Final — 02:07,711 (→ 9:e plats)

Herrarnas K-1 1000 m
- Rafal Glazewski
  - Kvalheat — 03:46,765
  - Semifinal — 03:46,761 (→ gick inte vidare)

Herrarnas K-2 500 m
- Marek Twardowski och Adam Wysocki
  - Kvalheat — 01:32,350
  - Semifinal — 01:30,026
  - Final — 01:48,963 (→ 5:e plats)

Herrarnas K-2 1000 m
- Marek Twardowski och Adam Wysocki
  - Kvalheat — 03:15,909
  - Semifinal — 03:18,026
  - Final — 03:19,939 (→ 8:e plats)

Herrarnas K-4 1000 m
- Dariusz Białkowski, Grzegorz Kotowicz, Adam Seroczyński och Marek Witkowski
  - Kvalheat — 03:00,166
  - Semifinal — Bye
  - Final — 02:57,192 (→  Brons)

Herrarnas C-1 500 m
- Michał Gajownik
  - Kvalheat — 02:04,704 (→ gick inte vidare)

Herrarnas C-1 1000 m
- Daniel Jędraszko
  - Kvalheat — 04:25,726 (→ gick inte vidare)

Herrarnas C-2 500 m
- Paweł Baraszkiewicz och Daniel Jędraszko
  - Kvalheat — 01:41,511
  - Semifinal — Bye
  - Final — 01:51,536 (→  Silver)

Herrarnas C-2 1000 m
- Paweł Baraszkiewicz och Michał Gajownik
  - Kvalheat — 03:39,311
  - Semifinal — Bye
  - Final — 03:52,229 (→ 8:e plats)

Damer
Damernas K-1 500 m
- Elżbieta Urbańczyk
  - Kvalheat — 01:53,202
  - Semifinal — Bye
  - Final — 02:18,018 (→ 5:e plats)

Damernas K-2 500 m
- Aneta Pastuszka, Beata Sokołowska
  - Kvalheat — 01:42,905
  - Semifinal — Bye
  - Final — 01:58,784 (→  Brons)

Damernas K-4 500 m
- Aneta Pastuszka, Aneta Michalak, Joanna Showron och Beata Sokołowska
  - Kvalheat — 01:35,887
  - Semifinal — Bye
  - Final — 01:37,076 (→ 4:e plats)

Slalom
Herrar
Herrarnas C-1 slalom
- Krzysztof Bieryt
  - Kval — 265,04
  - Final — 253,23 (→ 11:e plats)

Herrarnas C-2 slalom
- Sławomir Mordarski och Andrzej Wójs
  - Kval — 286,98
  - Final — 255,51 (→ 6:e plats)

- Michał Staniszewski och Krzysztof Kołomański
  - Kval — 285,94
  - Final — 243,81 (→  Silver)

Damer
Damernas K-1 slalom
- Beata Grzesik
  - Kval — 356,38 (→ gick inte vidare)

## Landhockey
Herrar
Coach: Jerzy Wybieralski

1. Paweł Sobczak (GK)
2. Paweł Jakubiak
3. Dariusz Małecki
4. Tomasz Szmidt
5. Robert Grzeszczak (c)
6. Zbigniew Juszczak
7. Rafał Grotowski
8. Krzysztof Wybieralski
9. Tomasz Choczaj
10. Piotr Mikuła
11. Tomasz Cichy
12. Dariusz Marcinkowski
13. Łukasz Wybieralski
14. Aleksander Korcz
15. Eugeniusz Gaczkowski
16. Marcin Pobuta (GK)

Gruppspel
| Lag        | Spelade | W | D | L | GF | GA | Poäng |
| ---------- | ------- | - | - | - | -- | -- | ----- |
| Australien | 5       | 3 | 2 | 0 | 12 | 6  | 11    |
| Sydkorea   | 5       | 2 | 2 | 1 | 9  | 7  | 8     |
| Indien     | 5       | 2 | 2 | 1 | 9  | 7  | 8     |
| Argentina  | 5       | 1 | 2 | 2 | 13 | 13 | 5     |
| Polen      | 5       | 1 | 2 | 2 | 12 | 14 | 4     |
| Spanien    | 5       | 0 | 2 | 3 | 7  | 15 | 2     |

## Modern femkamp
Damer
- Paulina Boenisz — 5099 poäng (→ 5:e plats)
- Dorota Idzi — 4721 poäng (→ 16:e plats)

Herrar
- Igor Warabida — 5061 poäng (→ 15:e plats)

## Rodd
Herrar
| Idrottare                                                              | Gren                    | Heat    | Heat      | Återkval | Återkval  | Semifinal        | Semifinal        | Final            | Final            | Final |
| Idrottare                                                              | Gren                    | Tid     | Placering | Tid      | Placering | Tid              | Placering        | Tid              | Placering        |       |
| ---------------------------------------------------------------------- | ----------------------- | ------- | --------- | -------- | --------- | ---------------- | ---------------- | ---------------- | ---------------- | ----- |
| Piotr Basta Piotr Bochenek                                             | Tvåa utan styrman       | 6:58,47 | 5 R       | 6:48,74  | 2 Q       | 6:43,38          | 5 FB             | 6:39,44          | 10               |       |
| Adam Korol Marek Kolbowicz                                             | Dubbelsculler           | 6:31,91 | 2 R       | 6:32,30  | 1 Q       | 6:31,26          | 3 Q              | 6:32,11          | 6                |       |
| Karol Łazar Sławomir Kruszkowski Adam Bronikowski Michał Wojciechowski | Scullerfyra             | 5:58,09 | 3 Q       | BYE      | BYE       | 6:02,11          | 6 FB             | 5:51,79          | 8                |       |
| Paweł Jarosiński Rafał Smoliński Artur Rozalski} Arkadiusz Sobkowiak   | Fyra utan styrman       | 6:22,00 | 4 R       | 6:15,75  | 4         | Gick inte vidare | Gick inte vidare | Gick inte vidare | Gick inte vidare |       |
| Robert Sycz Tomasz Kucharski                                           | Lättvikts-dubbelsculler | 6:34,28 | 1 Q       | BYE      | BYE       | 6:20,60          | 1 Q              | 6:21,75          |                  |       |

Damer
| Idrottare                            | Gren                    | Heat    | Heat      | Återkval | Återkval  | Semifinal | Semifinal | Final   | Final     | Final |
| Idrottare                            | Gren                    | Tid     | Placering | Tid      | Placering | Tid       | Placering | Tid     | Placering |       |
| ------------------------------------ | ----------------------- | ------- | --------- | -------- | --------- | --------- | --------- | ------- | --------- | ----- |
| Agnieszka Tomczak                    | Singelsculler           | 7:43,99 | 2 R       | 7:47,37  | 2 Q       | 7:45,64   | 4 FB      | 7:33,20 | 8         |       |
| Elżbieta Kuncewicz Ilona Mokronowska | Lättvikts-dubbelsculler | 7:28,99 | 4 R       | 7:20,87  | 3 Q       | 7:08,73   | 4 FB      | 7:12,76 | 8         |       |

## Segling
Herrar
| Seglare                         | Gren      | Lopp | Lopp | Lopp | Lopp | Lopp | Lopp | Lopp | Lopp | Lopp | Lopp | Lopp | Summerad poäng | Finalplacering |
| Seglare                         | Gren      | 1    | 2    | 3    | 4    | 5    | 6    | 7    | 8    | 9    | 10   | M*   | Summerad poäng | Finalplacering |
| ------------------------------- | --------- | ---- | ---- | ---- | ---- | ---- | ---- | ---- | ---- | ---- | ---- | ---- | -------------- | -------------- |
| Przemysław Miarczyński          | Mistral   | 19   | 8    | 7    | 14   | 2    | 8    | 15   | 18   | 10   | 6    | 14   | 84             | 8              |
| Mateusz Kusznierewicz           | Finnjolle | 1    | 4    | 11   | 8    | 15   | 3    | 12   | 9    | 5    | 6    | 1    | 48             | 4              |
| Tomasz Jakubiak Tomasz Stańczyk | 470       | OCS  | 27   | 25   | 25   | 26   | 5    | 14   | 8    | 5    | 23   | 13   | 144            | 20             |

M = Medaljlopp; EL = Eliminerad – gick inte vidare till medaljloppet;
Damer
| Seglare         | Gren        | Lopp | Lopp | Lopp | Lopp | Lopp | Lopp | Lopp | Lopp | Lopp | Lopp | Lopp | Summerad poäng | Finalplacering |
| Seglare         | Gren        | 1    | 2    | 3    | 4    | 5    | 6    | 7    | 8    | 9    | 10   | M*   | Summerad poäng | Finalplacering |
| --------------- | ----------- | ---- | ---- | ---- | ---- | ---- | ---- | ---- | ---- | ---- | ---- | ---- | -------------- | -------------- |
| Anna Galecka    | Mistral     | 8    | 7    | 13   | 5    | 8    | 9    | 12   | 7    | 14   | 13   | 11   | 80             | 11             |
| Monika Bronicka | Europajolle | 14   | 11   | 13   | 14   | 23   | 8    | 12   | 7    | 12   | 13   | 5    | 95             | 14             |

M = Medaljlopp; EL = Eliminerad – gick inte vidare till medaljloppet;
Öppen
| Seglare                         | Gren  | Lopp | Lopp | Lopp | Lopp | Lopp | Lopp | Lopp | Lopp | Lopp | Lopp | Lopp | Lopp | Lopp | Lopp | Lopp | Lopp | Summerad poäng | Finalplacering |
| Seglare                         | Gren  | 1    | 2    | 3    | 4    | 5    | 6    | 7    | 8    | 9    | 10   | 11   | 12   | 13   | 14   | 15   | M*   | Summerad poäng | Finalplacering |
| ------------------------------- | ----- | ---- | ---- | ---- | ---- | ---- | ---- | ---- | ---- | ---- | ---- | ---- | ---- | ---- | ---- | ---- | ---- | -------------- | -------------- |
| Maciej Grabowski                | Laser | 11   | 24   | 34   | 5    | 2    | 9    | 30   | 13   | 9    | 2    | i.u. | i.u. | i.u. | i.u. | i.u. | 11   | 86             | 7              |
| Pawel Kacprowski Pawel Kuźmicki | 49er  | 12   | 14   | 8    | 16   | 16   | 6    | 7    | 13   | 14   | 8    | 12   | 14   | 13   | 15   | 3    | 2    | 141            | 12             |

M = Medaljlopp; EL = Eliminerad – gick inte vidare till medaljloppet;